# Вилхелмина Кристина фон Саксония-Ваймар
Вилхелмина Кристина фон Саксония-Ваймар (на немски: Wilhelmine Christine von Sachsen-Weimar; * 26 януари 1658, Ваймар; † 30 юни 1712, Зондерсхаузен) от ерснестнските Ветини, е принцеса от Саксония-Ваймар и чрез женитба от 1684 г. графиня и от 1697 г. княгиня на Шварцбург-Зондерсхаузен.

## Произход
Тя е дъщеря на херцог Йохан Ернст II фон Саксония-Ваймар (1627 – 1683) и съпругата му Кристиана Елизабет фон Холщайн-Зондербург-Францхаген (1638 – 1679), дъщеря на херцог Йохан Кристиан фон Шлезвиг-Холщайн-Зондербург-Францхаген.

## Фамилия
Вилхелмина Кристиана се омъжва на 25 септември 1684 г. в Зондерсхаузен за граф Кристиан Вилхелм (1647 – 1721), от 1697 г. имперски княз на Шварцбург-Зондерсхаузен. Тя е втората му съпруга. Двамата имат децата:
- Йохана Августа (1686 – 1703)
- Кристиана Вилхелмина (1688 – 1749)
- Хайнрих XXXV (1689 – 1758), упр. княз на Шварцбург-Зондерсхаузен
- Август I (1691 – 1750), княз на Шварцбург-Зондерсхаузен, женен 1721 за принцеса Шарлота София фон Анхалт-Бернбург (1696 – 1762)
- Хенриета Ернестина (1692 – 1759)
- Рудолф (1695 – 1749)
- Вилхелм II (1699 – 1762)
- Кристиан (1700 – 1749), женен 1728 за принцеса София Кристина Еберхардина фон Анхалт-Бернбург-Шаумбург-Хойм (1710 – 1784)